# Taurianum
Taurianum (auch Taurinum, Tauriana oder Tauroentum) war eine antike Stadt in der süditalienischen Landschaft Bruttium (heute Kalabrien). Sie lag auf einem Vorgebirge nördlich von Rhegion auf dem Gebiet des heutigen Palmi beim heutigen Dorf Taureana.
Über die Stadt ist nur wenig bekannt. Offenbar wurde sie während der griechischen Kolonisation besiedelt, wie eine bei Cato überlieferte Anekdote zeigt, wonach sich zuerst Aurunker, dann vom Trojanischen Krieg zurückgekehrte Achäer dort niedergelassen hätten.
Auf ein spätantikes Bistum der Stadt geht das Titularbistum Taurianum der römisch-katholischen Kirche zurück.